# William Hood Simpson

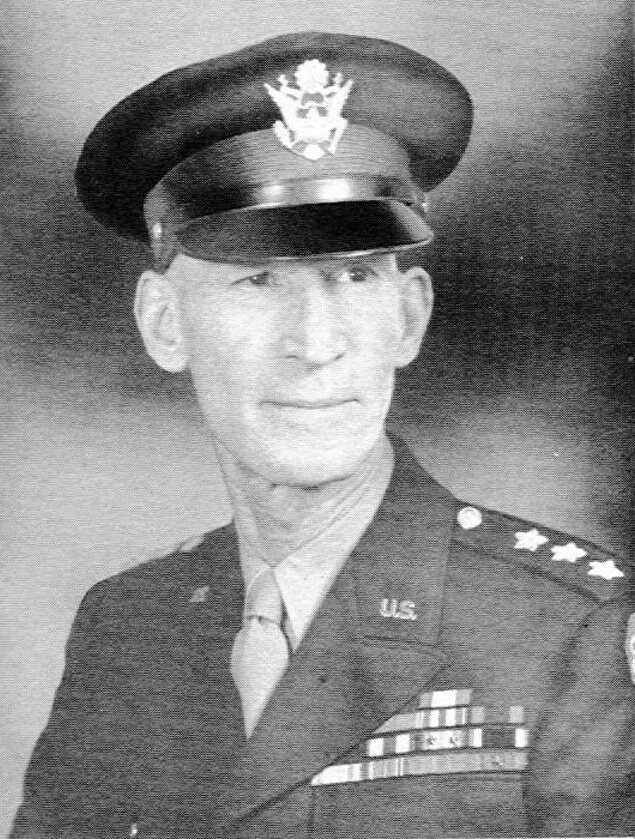
William Hood Simpson

William Hood Simpson (* 18. Mai 1888 in Weatherford, Texas; † 15. August 1980 in San Antonio, Texas) war ein US-amerikanischer General und während des Zweiten Weltkriegs Oberbefehlshaber der 9. US-Armee.

## Leben
Nach seiner Graduierung von der United States Military Academy 1909 trat Simpson als Infanterieoffizier in die Armee ein und diente unter anderem beim 6. US-Infanterieregiment auf den Philippinen und in der Mexikanischen Expedition von 1916. Nach seiner Beförderung zum Captain im Mai 1917 diente er bis zum Ende des Ersten Weltkriegs in der 33. US-Infanteriedivision, wobei er den Rang eines Brevet-Oberstleutnants und die Position des Stabschefs der Division erreichte.
Im Mai 1919 wurde er Stabschef der 6. US-Division in Camp Grant, Illinois. Nachdem er zwei Jahre im War Department gedient hatte, besuchte er die Infanterieschule in Fort Benning, Georgia, die er 1924 abschloss. Anschließend absolvierte er einen einjährigen Lehrgang an der Command and General Staff School in Fort Leavenworth, Kansas. Nachdem er zwei Jahre lang ein Bataillon des 12. US-Infanterieregiments in Maryland befehligt hatte, besuchte er bis 1928 das United States Army War College in Carlisle, Pennsylvania. Danach diente er bis 1932 im Generalstab und lehrte dann bis 1936 am Pomona College in Kalifornien Militärwissenschaft und Taktik, danach bis 1940 am Army War College. Im Oktober 1934 wurde er zum Oberstleutnant befördert und 1938 zum Oberst.
1940 kommandierte er kurzzeitig das 9. US-Infanterieregiment in Fort Sam Houston, Texas, und wurde dann im Rang eines Brevet-Brigadegenerals an gleicher Stelle stellvertretender Kommandeur der 2. US-Infanteriedivision. Von April bis Oktober 1941 kommandierte er das Camp Wolters in Texas und wurde im September zum temporären Major General befördert. Anschließend übernahm er in Camp Robinson, Arkansas, den Befehl über die 35. US-Infanteriedivision, die er zu Übungen nach Kalifornien führte. Von Mai bis Juli 1942 befehligte er die 30. US-Infanteriedivision in Fort Jackson, South Carolina, und danach das XII. US-Korps am selben Ort. Im Oktober 1943 wurde er zum temporären Lieutenant General befördert und erhielt den Befehl über die 4. US-Armee, mit der er im Januar 1944 von Kalifornien nach Fort Sam Houston umzog.

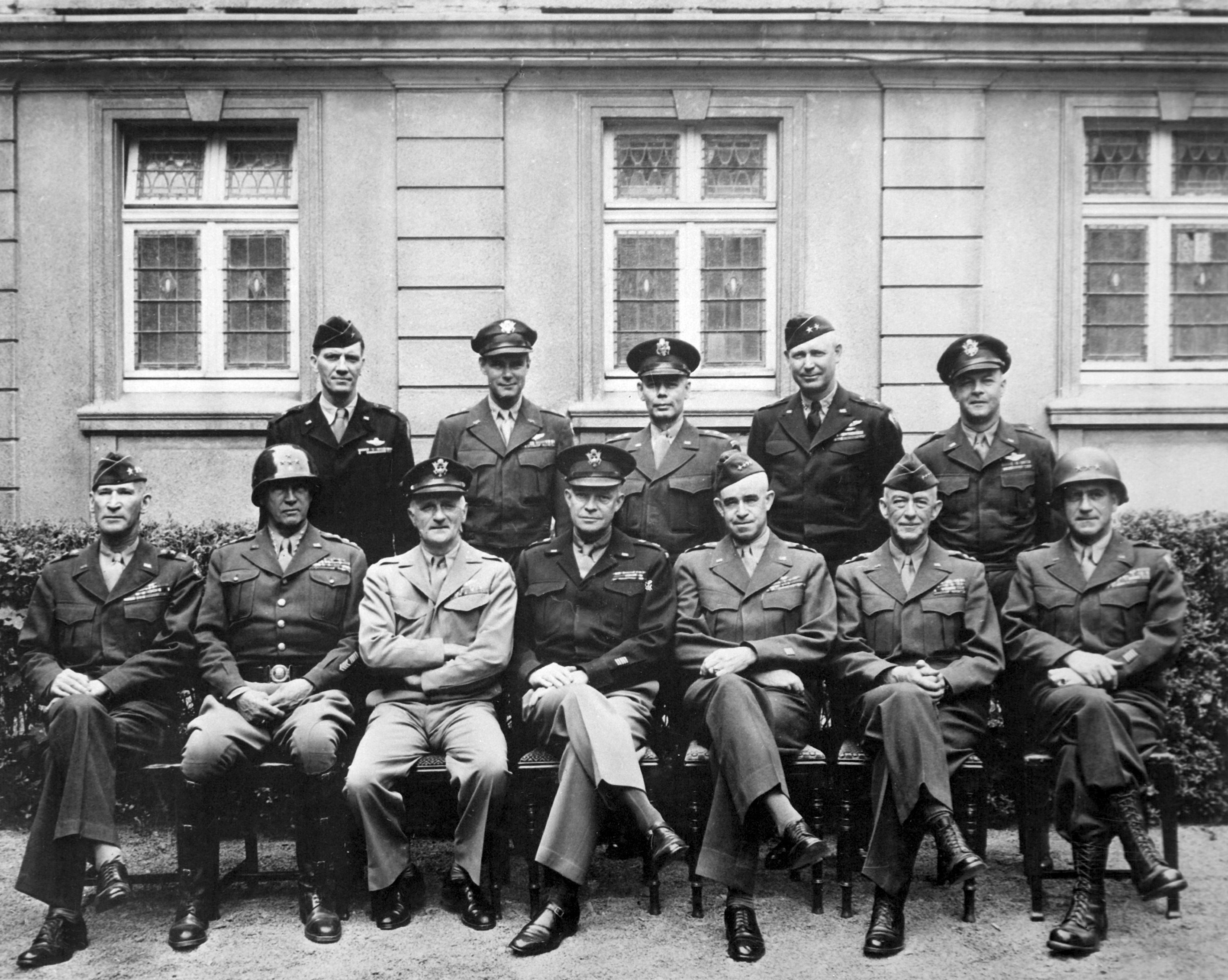
General Dwight D. Eisenhower mit seinen Generälen, William Simpson ganz links im Bild

Im Mai 1944 ging er mit seinem Stab nach England, um dort die 9. US-Armee zu organisieren. Nach deren Aktivierung als Teil der 12. US-Heeresgruppe von General Omar N. Bradley in Rennes, Frankreich, am 5. September 1944 kämpfte er in der Schlacht um Brest, das am 20. September fiel. Danach wurde er mit seiner Armee an die Westfront verlegt, die er in den Ardennen und ab November bei der Durchbrechung des Westwalls und in den Kämpfen an der Rurfront führte. Nach der Überquerung der Rur im Februar 1945 (Operation Grenade) und des Rheins im März bildete seine Armee zusammen mit der 1. US-Armee den Ruhrkessel, in dem die deutsche Heeresgruppe B schließlich Ende April kapitulierte. Die 9. Armee war die erste Armee der Westalliierten, die die Elbe überschritt. Simpsons Gesuch, weiter auf Berlin vorstoßen zu dürfen, wurde von seinen Vorgesetzten aber abgelehnt. Nach der Auflösung seiner Armee im Juni 1945 und seiner Rückkehr in die USA diente Simpson kurzzeitig in China und übernahm im Oktober die 2. US-Armee in Memphis, Tennessee. Im November 1946 schied er aus dem aktiven Dienst aus.
Im Juli 1954 wurde er durch einen Akt des Kongresses noch zum General befördert. Er starb am 15. August 1980 und wurde auf dem Nationalfriedhof Arlington an der Seite seiner Frau Ruth beerdigt.

## Auszeichnungen
Auswahl der Dekorationen, sortiert in Anlehnung der Order of Precedence of Military Awards:
- Army Distinguished Service Medal (2 ×)
- Silver Star
- Legion of Merit
- Bronze Star
- European-African-Middle Eastern Campaign Medal (5 ×)
- Croix de guerre
- Ritter der französischen Ehrenlegion
- Knight Commander of the Order of the British Empire

Weitere Auszeichnungen:
- Philippine Campaign Medal
- Mexican Service Medal
- World War I Victory Medal mit zwei Querstreifen
- Army of Occupation of Germany Medal
- American Defense Service Medal
- American Campaign Medal
- Asiatic-Pacific Campaign Medal
- World War II Victory Medal